# Wilhelm Rinkens

Wilhelm Rinkens (1929)

Wilhelm Rinkens (* 15. Juni 1879 in Eschweiler-Röhe; † 22. Juni 1933 in Eisenach) war ein deutscher Komponist und Musikdirektor.

## Leben und berufliche Karriere
Wilhelm Rinkens war das älteste Kind des damaligen Dorfschullehrers Josef Rinkens und dessen Frau Anna Maria (geb. Küster). Zweijährig zog er mit seinen Eltern nach Köln-Ehrenfeld, wo im Laufe der Jahre noch elf Geschwister zur Welt kamen, von denen nur insgesamt fünf überlebten. Mit sechs Jahren erhielt er Klavierunterricht von Ludwig Pütz, dem späteren Domorganisten von Aachen, den er mit elf Jahren bei Gottesdiensten vertrat. Mit 13 Jahren entstanden erste Kompositionen. Der Komponist und Dirigent Franz Wüllner wurde durch eine Chorkomposition mit Klavierbegleitung auf die musikalische Begabung des jungen Rinkens aufmerksam und beschaffte ihm eine Stelle am Kölner Konservatorium. Er studierte zunächst in Aachen und Köln das Orgelspiel. Ab 1893 erhielt er Klavierunterricht bei Max von Pauer und Max van de Sandt, Komposition bei Franz Wüllner, Otto Klauwell und Franz Bölsche, Orgelunterricht und Kontrapunkttheorie bei Friedrich Wilhelm Franke sowie Musikwissenschaft bei Otto Neitzel.
Am 1. Oktober 1900 heiratete Rinkens in Köln in erster Ehe Barbara, geborene Küpper. Aus dieser Ehe gingen zwei Töchter (Luise und Gerda) hervor, bevor seine Frau 1910 starb. Ein Jahr später heiratete er Ilse, geborene Ottho, mit der er zwei weitere Kinder hatte (Ilse und Wilhelm).
Obwohl als Dirigent weitgehend Autodidakt, erhielt er 1905 die Stelle des Musikdirektors von Recklinghausen, 1906 wechselte er als Leiter des Musikvereins, Seminarlehrer, Hofkantor und Organist nach Eisenach. Seit dieser Zeit war Rinkens Leiter verschiedener Thüringer Männerchöre.
1912/13 veröffentlichte er seine ersten Werke mit Opuszahlen. Von 1916 bis 1918 war er Soldat des 4. Magdeburger Regiments, und seine Kompositionstätigkeit stand in voller Blüte. Seine Liedersammlung Opus 9 bis 19 und seine einzige vollendete Symphonie Opus 7 wurden veröffentlicht. 200.000 Exemplare seiner Kanonierlieder wurden an die Front geschickt, und mit seinen Konzerten (Erlös insgesamt 40.000 Reichsmark) unterstützte er die Kriegshinterbliebenen, wofür er das Kriegsverdienstkreuz erhielt.
Ab 1919, wieder in Eisenach, wurde Rinkens auf dem Gebiet der Kammermusik produktiv. Mit dem Trio Opus 21 gewann er 1921 den 1. und 2. Preis des Komponistenwettbewerbs des Mozarteums Salzburg. 1922 erhielt er durch die Thüringer Regierung den Professorentitel und trat einen Lehrstuhl für Komposition und Musiktheorie am Erfurter Konservatorium an.
Ab 1923 widmete er sich in besonderem Maße der Chorkomposition. Er übernahm die Leitung des Erfurter Männergesangvereins und später weitere große Chöre, mit denen er bei verschiedenen großen Anlässen (Thüringische Landessängerfeste, Deutsche Sängerbundesfeste in Hannover (1924), Wien (1928) und Frankfurt (1932), Nürnberger Sängerwoche) viele seiner eigenen Chorkompositionen erfolgreich aufführte. 1926 wurde er thüringischer Landesmusikmeister und vom Thüringer Sängerbund zum Bundes-Chormeister gewählt.
Wilhelm Rinkens starb am 22. Juni 1933 wenige Tage nach Vollendung seines 54. Lebensjahres in Eisenach und fand seine letzte Ruhestätte auf dem dortigen Hauptfriedhof. Sein Ehrengrab ist erhalten.

## Posthume Ehrungen und Nachlass

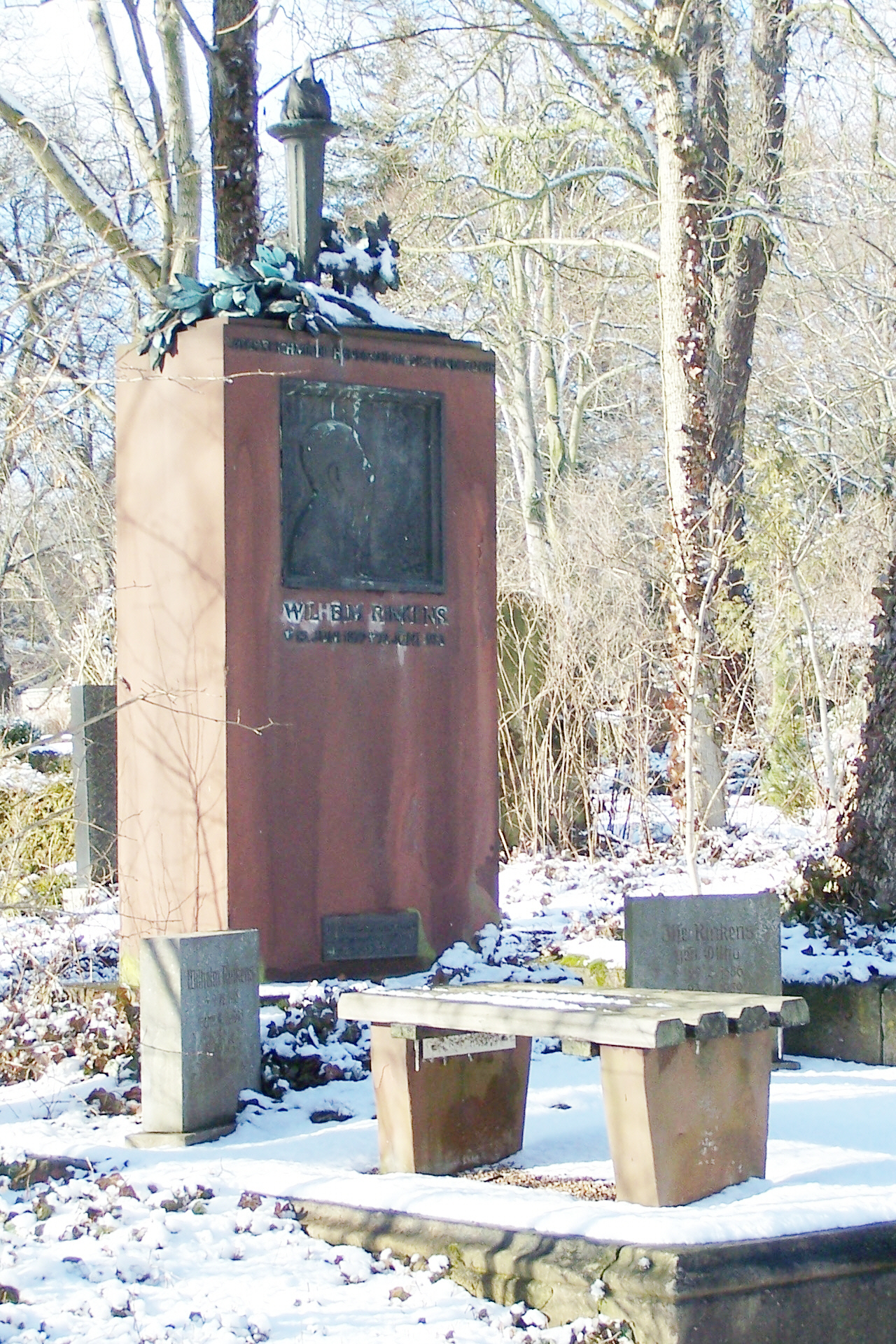
Ehrengrab von Wilhelm Rinkens auf dem Eisenacher Hauptfriedhof

Rinkens war weit über die Grenzen von Thüringen hinaus bekannt, und deshalb wurde er nach seinem Tod auch öffentlich aufgebahrt; Schulen und Geschäfte waren am Tag seiner Beerdigung geschlossen. Mehr als 20.000 Trauernde sollen seinen letzten Gang gesäumt haben. Der Trauerzug hatte eine Länge von mehreren Kilometern. Man errichtete ihm auf seinem Grab in Eisenach ein Denkmal.
1950 wurde der Rinkensplatz in seinem Geburtsort Röhe nach ihm benannt, und in Eisenach wurden 1933 mehrere Straßen zur Wilhelm-Rinkens-Straße zusammengefasst. Der Teil der ehemaligen Synagogenstraße wurde 2022 wieder zurückbenannt, der nördliche Teil heißt weiter Wilhelm-Rinkens-Straße.
1980 wurde von seinem Enkel Eckhard Mascher der Wilhelm-Rinkens-Freundeskreis ins Leben gerufen, dessen Aufgabe darin bestand, dafür Sorge zu tragen, dass Rinkens und sein Werk wieder aus der Vergangenheit hervorgeholt werden sollten. Er bemühte sich um Ausstellungen, Veröffentlichungen, Nachforschungen, Arrangements von Konzerten mit Werken des Komponisten, Aufnahme von Liedern, Chören und Kammermusikwerken und deren Verteilung an Mitglieder des Freundeskreises, regelmäßige Mitteilungen über besondere Ereignisse im Zusammenhang mit Rinkens, Sammlung und Archivierung seiner Werke etc. Nach dessen Tod endete auch die Arbeit des Freundeskreises.
Bis zum Jahre 2015 befand sich ein Großteil des Nachlasses in den Händen eines seiner Urenkel. Sein persönlicher und künstlerischer Nachlass befindet sich heute im Thüringischen Landesmusikarchiv an der Hochschule für Musik Franz Liszt Weimar.
Sein im Zweiten Weltkrieg zerstörtes Geburtshaus gegenüber dem Kloster Helene-Nickel-Stift in Röhe wurde nicht wieder aufgebaut. Eine ehemals dort angebrachte Gedenktafel (Widmung vom MGV Sängerbund Köln Mühlheim) wurde anlässlich der 600-Jahr-Feier bei der Ausstellung „Röhe, Gestern und Heute“ im Jahre 2014 von einem Urenkel dem Eschweiler Geschichtsverein übergeben. Seit September 2015 hängt diese Tafel am Rinkensplatz in Röhe.

## Werke
Insgesamt komponierte Rinkens 83 Werke mit Opusnummern und 365 weitere Werke. Viele seiner Kompositionen sind in seinem Nachlass vorhanden, einiges in gedruckter Form von verschiedenen damaligen Verlagen, anderes in Manuskriptform. Seine Oper Eugenia wurde zehn Jahre nach seinem Tod uraufgeführt. Typisch für seine Musik ist der ausgeprägte Sinn für Melodik und harmonische Strukturen.

### Werkverzeichnis Wilhelm Rinkens (Opus 1–83)
Opus 1 3 Volkslieder für Frauenchor (Bauermann-Verlag Leipzig)
- I) Müllers Abschied: „Da droben auf jenem Berge“ (aus Des Knaben Wunderhorn) 1897
- II) Schlummerlied: „Schlafe Liebling, schlafe ein“ (Clara Fritsche) 1904
- III) Aufmunterung zur Freude; „Wer wollte sich mit Grillen Plagen“ (Hölty) 1904

Opus 2 Drei unbegleitete Frauenchöre (dreistimmig) (Heinrichshofen`s Verlag Magdeburg)
- I) Rot Röslein: „Rot Röslein wollt ich brechen“ (Paul Melissus Schede 1539–1602)
- II) Brautlied: „Glückselig muss man preisen“(Petrus Denaisius 1560–1610)
- III) Veronica Chamaedrys (Männertreu): „Es ist ein Kräutlein, heißt Männertreu“ (Johannes Trojan)

Opus 3 Satz für Männerchor (C. F. Leede-Verlag Leipzig)
- Thüringen: „Thüringerland, du immergrüner Garten“ (Leonhard Schrickel) 1924

Opus 4 Satz für Männerchor, Soli, Orchester oder Klavier (Karl-Hochstein-Verlag Heidelberg)
- Deutsches Gebet: „Herre Gott, du bist nicht tot“ (Wilhelm Rinkens) 1918

Opus 5 15 Cantus-Firmus-Präludien, Bd. II 1928 (Friedrich Wilhelm Franke/Sandmann, Schott-Verlag)
- Was mein Gott will, gescheh allzeit
- Wie schön leuchtet der Morgenstern
- Oh Gott, du frommer Gott
- Nun danket all und bringet Ehr
- Lobe den Herrn
- Jesu meine Freude
- Fahre fort
- Schmücke dich, oh meine Seele
- Eins ist not
- Wachet auf, ruft uns die Stimme
- Wenn mein Stündlein vorhanden ist
- Sollt es gleich bisweilen scheinen
- Nun lob mein Seel den Herrn
- In dich hab ich gehoffet
- Ich hab mein Sach Gott heimgestellt

Opus 6 Sechs Melodramen
- Ritter Olaf (Heinrich Heine)
- Hochzeitslied (Johann Wolfgang von Goethe) 1912
- An die Kunst (H. v. Eckhel) 1923
- Gott und die Bajadere (W. v. Goethe) 1922
- Der Rächer (Richard Dehmel)
- Der Schneider von Iserlohn (Rudolf Presber) 1915

Opus 7 Erste Symphonie in d-moll (1919)
- Allegro moderato e marcato
- Allegro moderato – presto
- Adagio e molto espressivo
- Allegro con brio – Quasi presto

Opus 8 Drei Gesänge für Frauenchor mit Klavierbegleitung (Fr. Kistner-Verlag Leipzig)
- I) Alter Spruch: „Wer sich der Musik erkiest“
- II) Liebesfeuer: „Vom Feuer, das in Liebenden sich dränget“ (Ludwig Uhland)
- III) Elfengesang: „Um Mitternacht, wenn die Menschen erst schlafen“(W. v. Goethe)

Opus 9 Sechs Lieder für hohe Stimme und Klavier (Fr. Kistner-Verlag Leipzig)
- I) Stimme der Sehnsucht: „Ich raun` dir am Bette“ (carl Hermann Busse)
- II) Der Lebensweg: „Ich bin durch`s Leben auf dich zugegangen“(Börries Freiherr von Münchhausen)
- III) Wilde Liebe: „Noch spielst du die kindischen Spiele fort“ (Carl Hermann Busse)
- IV) Trost: „Jeder Schmerz bedarf der Reife“ (Gustav Adolf Gerbrecht)
- V) Mariä Wiegenlied: „Maria sitzt im Blütengarten“ (Albert Geiger)
- VI) Frieden: „Gib mir von deinen stillen Küssen“ (Albert Sergel)

Opus 10 Sechs Lieder für mittlere Stimme und Klavier (Fr. Kistner-Verlag Leipzig)
- I) Banger Abend: „Nacht neigt sich auf die Gassen“ (Otto Julius Bierbaum)
- II) Andacht: „Ich neige mich und mach des Kreuzes Zeichen“ (Kurt Böhmer) 1920
- III) Heilige Nacht: „Wir haben in der stillen Nacht“ (Max Bewer)
- IV) Verheißung: „Oh, weine nicht“ (Richard Dehmel)
- V) Der neue Weg: „Mein Gott ist heilig“ (Leo Heller) 1917
- VI) Tanzmusik: „Vom nahen Städtchen schallt Musik herüber“ (Leo Heller) 1916

Opus 11 Melodram „Die Heinzelmännchen in Köln“ (nach einem Gedicht von August Kopisch) 1911 C. F. W. Siegel-Verlag Leipzig
Opus 12 Sechs Lieder für mittlere und hohe Stimme und Klavier nach Gedichten von Leo Heller (Fr. Kistner-Verlag Leipzig)
- I) Schwesterlein: „Schwesterlein, ich habe Angst“
- II) Sommernacht: „Weine nicht“ 1916
- III) Verlassenes Mädchen: „Wenn sie drüben musizieren“
- IV) Süße Ruhe: „Willst du mich zärtlich betten“
- V) Vorfrühling: „Merkst du, mein Kind“ 1916
- VI) Das Pantöffelchen: „Auf der Spitze des niedlichsten Fußes“

Opus 13 Sechs Lieder für mittlere Stimme und Klavier nach Gedichten von Leo Heller (Fr. Kistner-Verlag Leipzig)
- I) Der Tod: „Und seine Hände werden zart und lind“ 1917
- II) Lied der Straßen: „Wir dienen dem Glück“
- III) Die Frau: „Sind dir die Hände“
- IV) Frühling: „Über alle Wege geht es“
- V) Sturmflut: „Die Wogen rollen“
- VI) Mitgift: „Was bringst du mir“ 1916

Opus 14 Sechs Lieder für hohe Stimme und Klavier (Fr. Kistner-Verlag Leipzig)
- I) Schöne Nacht: „Schöne Nacht, Gestirne wandeln“ (Karl Busse) 1920
- II) Zu spät: „Du kamst zu mir“ (Karl Bienestein) 1920
- III) Todessehnsucht: „Ich bin so müde“ (Johanna Spancken) 1903
- IV) Selige Nacht: „Im Arm der Liebe schliefen wir“ (Otto Erich Hartleben) 1919
- V) Auf Flügeln: „Herz, erträgst du“ (Gustav Falke)
- VI) Der Backfisch: „Kichernd und wispernd“ (Alice Berend)

Opus 15 Sechs Lieder für mittlere Stimme und Klavier (Fr. Kistner-Verlag Leipzig)
- I) In einer großen Stadt: „Es treibt vorüber mir“ (Detlev von Liliencron)
- II) Einsam: „Ich bin allein“ 1909
- III) Abendlied: „Die Nacht ist niedergegangen“ (Otto Julius Bierbaum) 1905
- IV) Die Glocke des Glücks: „Viele Glocken hör ich läuten“ (Anna Ritter) 1910
- V) Fromm: „Der Mond scheint auf mein Lager“ (Gustav Falke)
- VI) Der Hufschmied: „Schwarzbrauner Hufschmied“ (Carl Spitteler) 1918

Opus 16 Vier Gedichte von Walter Flex für mittlere Stimme und Klavier(Fr. Kistner-Verlag Leipzig)
- I) Morgenlied im Mai: „Durch die morgenroten Scheiben“ 1917
- II) Soldat und Mutter: „Was tust du, Kind“
- III) Mutterherz: „Mutterherz, du reine Glocke“ 1919
- IV) „Die Wiese schäumt von Blüten“ 1919

Opus 17 Sechs Lieder für Klavier und Gesang (Heinrichshofen`s-Verlag Magdeburg)
- I) Die Straße: „Alle schreiten wir die Straße“ (Emanuel von Bodman)
- II) Liebeslied: „Du, siebenmal hab ich dich lieb“ (Ludwig Finckh) 1909
- III) Nachtigall: „Nachtigall, hör ich dich singen“ (Alma Schadow) 1918
- IV) „Was weinen die Blumen ohn` Unterlaß“ (Wilhelm Gysselo) 1918
- V) Genügsamkeit: „Still und friedlich zieh ich meine Straße“ 1919
- VI) Wintersweihe: „In diesen Wintertagen“ 1919

Opus 18 Zwei geistliche Lieder für Klavier (Orgel) und Gesang(Heinrichshofen`s-Verlag Magdeburg)
- I) Trauungsgesang: „Still wie die Nacht“ 1913
- II) Fritz Reuther`s Grabinschrift: „Der Anfang, das Ende, oh Herr sind dein“ 1918

Opus 19 Drei Lieder für Klavier und Gesang (Wolf und Ruthe-Verlag Magdeburg)
- I) Meinem Kinde: „Du schläfst und sachte neig ich mich“ (Gustav Falke) 1916
- II) Wiegenlied: „Alles schläft in süßer Ruh“ (Hoffmann von Fallersleben) 1903
- III) Geschwister: „Ein Bruder und eine Schwester“ (Paul Heyse) 1918

Opus 20 Sonate in c-moll für Violine und Klavier (Simrock-Verlag Berlin) 1914
- I) Breit und wuchtig, aber nicht zu langsam
- II) Langsam, mit innigem Ausdruck
- III) Mäßig, lebhaft, aber nicht schnell

Opus 21 1. Trio in d-moll für Violine, Cello und Klavier
- I) Wuchtig einherschreitend, mit charakteristischer Betonung
- II) Aus einer fernen Welt (Andante tranquillo)
- III) Allegro marcato (scharf rhythmischer Tanz (scherzo) – ruhiger Reigen (Trio))
- IV) Vivace giocoso (trotzig daherstürmend mit lebendiger Bewegung)

Opus 22 Sonate in d-moll für Cello und Klavier (Simrock-Verlag Berlin) 1923
- I) Kraftvoll, freudig bewegt
- II) Langsam mit Ausdruck
- III) Mit Humor und Grazie
- IV) Leidenschaftlich bewegt mit charakteristischer Betonung

Opus 23 Quintett in A-Dur für zwei Violinen, Viola, Cello und Klavier (Simrock-Verlag Berlin) 1917
- I)    Belebt, aber nicht zu schnell
- II) Langsam und ausdrucksvoll (in Balladenform)
- III) Schalkhaft, leicht beschwingt
- IV) Mit Humor und Grazie

Opus 24 Suite in D-Dur für Violine und Klavier (Simrock-Verlag Berlin) 1914
- I) Präludium (energisch)
- II) Menuett
- III) Gavotte
- IV) Gigue

Opus 25 Melodram: „Der Mai geht um“ (Karl Vanselow) 1911
Opus 26 Suite in antiken Tonarten für Cello und Klavier (Simrock-Verlag Berlin) 1922
- I) Toccata (dorisch)   Allegro con bravura
- II) Reigen (phrygisch) Allegretto con grazia
- III) Abendlied (lydisch) Andante con espressione
- IV) Capriccio (mixolydisch) Allegro con fuoco

Opus 27 Sechs schlichte Weisen für Männerchor (Heinrichshofen`s-Verlag Magdeburg)
- I) Sonnenuntergang: „Träumend zu der Sonne Scheiden“ (Martin Greif)
- II) Liebe, ein Quell: „Quell, der nicht trocknet“ (Martin Greif)
- III) Nur ein Viertelstündchen: „Ach, nur ein Viertelstündchen“ (L. v. Höhrmann)
- IV) Auf ferner Wacht: „Heimat, liebe Heimat“ (Wilhelm Rinkens)
- V) Die Werkeluhr: „Im alten Einkehrhause“ (Martin Greif)
- VI) Heiteres Ständchen aus „Tobias Knopp“: „Der Abend ist so mild und schön“ (Wilhelm Busch

Opus 28 Sonate in E-Dur für Viola und Klavier 1925
- I) Phantastisch bewegt – ruhig besonnen
- II) Elegischer Gesang
- III) Mit Humor und Grazie
- IV) Energisch, scharf rhythmisiert

Opus 29 Septett für Oboe, Horn, Fagott, Violine, Viola, Cello und Klavier 1923
- I) Mit Glanz und Kühnheit
- II) Klage (Thema mit 8 Variationen „Wolgalied“)
- III) Energisch (rhythmisch belebt – gesangvoll mit festlichem Ausklang)

Opus 30 Komposition für gemischten Chor, Sopransolo und kleines Orchester
- Der Tanz: „Vom Tanze lass mich singen“ 1911

Opus 31 Duette für Bariton, Sopran und Klavier (Simrock – Verlag Berlin) 1923
- „Briefe zweier Liebenden“ (Will Vesper)

Opus 32 Deutsche Suite für Klavier (Simrock – Verlag Berlin) 1923
- I) Tag der Arbeit
- II) Abendläuten
- III) Pan auf der Wanderschaft 1912

Opus 33 Vier Lieder für hohe Stimme und Klavier (C. A. Klemm – Verlag Leipzig) 1924
- I) Liebesnacht: „Oh weile, süßer Geliebter“ (Martin Greif)
- II) Das treue Paar: „Zwei Liebste waren so traurig“ (Martin Greif)
- III) Husarendurchmarsch: „Es sprengen durch die Straßen rote Husaren in hellem Galopp“ (Martin Greif)
- IV) Auf der Eisenbahn: „Wir fliegen auf den Schienen“ (Martin Greif)

Opus 34 Hausmusik: Suite für Streichquartett (Manuskript 1923) Aus der guten alten Zeit
- I) Das Allegro der vier braven Bürgersleut
- II) Ruhiger, behaglicher Reigen
- III) Harmlos plaudernde Gesellschaft – von Ferne Trauerklänge – der Tod
- IV) Die Arie der Primadonna
- V) Aufbruch – Heimfahrt – Waldidylle – Finale

Opus 35 Drei Madrigale für 3-stimmigen Männerchor (Fr. Kistner & C. F. W. Siegel – Verlag Leipzig) 1928
- I) Wintersnot: „Seit die Sonne ihren Schein vor der Kälte musste neigen“ (Heinrich von Veldecke)
- II) Frühling: „Ahi, nun kommt die Wonnezeit“ (Dietmar von Aist)
- III) Mannesmut: „Wohl ziemt dem Helden“ (Spervogel)

Opus 36 Drei Männerchöre (Simrock – Verlag Berlin) 1924
- I) Gesang des Lebens: „Groß ist das Leben“ (Otto Erich Hartleben)
- II) Traumlied: „Ganz still und leise, wie ein Traum“ (Cäsar Flaischlen)
- III) Trinklied: „Gießet, Freund, in die Becher“ (Viktor Meyer-Eckhardt)

Opus 37 2. Trio in C-Dur für Violine, Cello und Klavier 1925
- I) Moderato marcato e vigere
- II) Andante teneramente
- III) Scherzo vubile e risentito
- IV) Intradi, Rondino a capriccio – Finale

Opus 38 Trio für Flöte, Viola und Cello 1924
- I) Allegro moderato
- II) Thema mit Variationen
- III) Lustig, keck, übermütig

Opus 39 Drei Balladen für Bariton und Klavier (Forberg – Verlag Leipzig) 1926
- I) Schöne Agnete: „Als Herrn Ulrichs Witib“ (Agnes Miegel) 1924
- II) Gevatter Tod (Ludwig Jacobowsky) 1925
- III) Der Schelm von Bergen: „Zu Frankfurt auf dem Römer war heute Königswahl“ (K. J. Simrock) 1924

Opus 40 Neue Dichtung für gemischten Chor (Forberg – Verlag Leipzig) 1926
- I) König Sommer
- II) Idyll: „Maria unterm Lindenbaum“
- III) Der Trommelgraf: „Dem Markgrafen Ludwig von Hessenland“ (Gustav Falke) 1926

Opus 41 Polyphone Suite in D-Dur für Streichquartett
- I) Toccata
- II) Menuett über „Rosenstock Holderblüt“
- III) Aria
- IV) Rondo burlesco

Opus 42 Suite für Männerchor (Karl Hochstein – Verlag Heidelberg) 1926
- I) Präludium: „Mir soll die Freundschaft heilig sein“ (Alfred Walter Heymel)
- II) Polonaise: „Ein Liedsänger will ich sein“ (Alfred Walter Heymel)
- III) Menuett: „Die Geigen girren leise“ (Gustav Falke)
- IV) Ausklang: „Noch halt mit beiden Händen ich des Lebens schönste Schale fest“ (Gustav Falke)

Opus 43 Heitere Suite für gemischten Chor
- I) Präludium: „Lasset uns scherzen, blühende Herzen“ (Georg Greflinger 1620–1677)
- II) Villanelle: Der Kussmund: „Wohl mir die Stunde“ (Heinrich Hetzbold von Weißensee 1250)
- III) Humoreske: „Vor den Hunden sind nicht sicher die Katzen“ (Abraham a Santa Clara 1642–1709)
- IV) Ausklang: „Soll ich mich mit Sorgen quälen“ (Johann Wilhelm Ludwig Gleim 1719–1803)

Opus 44 Drei Männerchöre (Gebrüder HUG und Co – Verlag Leipzig)
- I) Sturmnacht: „Wenn durch Berg und Tale draußen Regen schauert“ (Justinus Kerner)
- II) Blasser Tag: „Blasser Tag, du gehst dahin“ (Franz Evers)
- III) Der Nachtwandler: „Trommler lass dein Kalbfell klingen“ (Gustav Falke) 1926

Opus 45 Suite für unbegleiteten Frauenchor (Manuskript 1928)
- I) Wolken: „Leichte Abendwolken wandern“ (Gustav Falke)
- II) Wind: „Märzensturm, rufst du mich“ (Anna Ritter)
- III) Welle: „Neckst du mich, kleiner Schelm“ (Wildgang)
- IV) Sonnige Welt: „Meine Gedanken küssen den Sonnenstrahl“ (Karl Vanselow)

Opus 46 Sechs Lieder für hohe Stimme und Klavier (Manuskript)
- I) Frühlingslied (Hugo von Hofmannsthal)
- II) Unbekannt
- III) Ewige Fessel
- IV) Unbekannt
- V) Unbekannt
- VI) Unbekannt

Opus 47 Buddhistischer Pilgergesang für gemischten Chor und Orchester
- Miidera: „Welle wallt auf“ (Otto Schmiedel) 1908

Opus 48 Suite für Schülerorchester (Tonger – Verlag Köln) 1928
- I) Moderato marcato
- II) Lento cantabile
- III) Finale (Allegro moderato)

Opus 49 Kleine Suite in C-Dur für vier Celli (Manuskript) 1912
- I) Präludium
- II) Chaconne
- III) Scherzo, Finale

Opus 50 Quintett in fis-moll für zwei Violinen, Viola, Cello und Klavier 1928
- I) Präludium: Festivo e marcato, allegro giocoso
- II) Largo espressivo e Fuga a 6 voci
- III) Thema con variazioni

Opus 51 Heiter Dichtung alter Meister für Männerchor (Ernst Eulenburg – Verlag Leipzig)
- I) Die Kunst des Küssens: „Die Kunst des Küssens, nirgendshin als auf den Mund“ (Hammerschmidt)
- II) Hochzeitslied: „Lieben und geliebet werden“ (Michael Kongehl 1646–1710)
- III) Amor in allen Ecken: „Amor ist in allen Ecken“

Opus 52 Zwölf Villanellen für mittlere Stimme und Klavier
- I) „Eines Maienmorgens stand ich früh auf“ (Herzog Johann von Brabant, um 1280)
- II) Ein einfach, schlicht Liedlein: „Wenn sich zwei Herzen finden“(Christian Schad 1650)
- III) „Rot Röslein wollt ich brechen“
- IV) „Mein Alles ist dahin“
- V) „Komm, Liebster, lass uns Rosen brechen“ (David Schirmer 1623–1667)
- VI) „Ich saß und spann vor meiner Tür“
- VII) „Oh wonniglicher, wohlgezierter Mai“
- VIII) „Höre Mond“
- IX) Die subtile Liebe: „Die Mädchen sind wie Postpapier“ (Christian Weise 1642–1708)
- X) „Freud in grüner Heid“
- XI) „Frühlingslied“
- XII) „Liebe vermag alles“

Opus 53 Heitere Dichtung für Männerchor (Hochstein – Verlag Heidelberg)
- I) Dithyrambe: „Lasst uns toll durch`s Leben jagen“ (Oskar Welten)
- II) Die Musik kommt: „Klingeling bum bum“ (Detlev von Liliencron)

Opus 54 Chorische Kammermusik für dreistimmigen Männerchor, Violine. Klarinette, Cello, Bass (Manuskript)
- I) Hochzeitslied: “Glückselig muss man preisen” (P. Denaisius)
- II) Unbekannt
- III) Unbekannt
- IV) Unbekannt
- V) Unbekannt
- VI) Unbekannt

Opus 55 Oper Eugenia (Martin Platzer) 1926
Opus 56 Zwei ernste Gesänge für Männerchor (Ernst Eulenburg – Verlag Leipzig)
- I) Sternennacht: „Sieh, nun ist es dunkel worden“ (Anna Ritter)
- II) Das ewige Lied: „Ewig steigt herauf das Lied“ (Fritz Fink)

Opus 57 Zwei ernste Gesänge für Männerchor (Karl – Hochstein – Verlag Heidelberg)
- I) Bauern-Trutzlied: „Die Füße fest und eingerammt“ (Gustav Schröer) 1929
- II) „Was schmiedest du, Schmied“

Opus 58 Zwei Dichtungen von Gottfried Keller für Männerchor (P. Papst – Verlag GmbH Leipzig)
- I) Sonnenaufgang: „Fahre herauf, du kristallener Wagen“
- II) Liebchen am Morgen: „Die Sonne fährt durch`s Morgentor“

Opus 59 Suite in a-moll für Schülerorchester 1930
Opus 60 Vier Klavierstücke (Manuskript)
- I) Humoreske
- II) Glocken
- III) Capriccio burlesque
- IV) Variationen und Fuge in a-moll

Opus 61 Zwei Männerchöre (P. Papst – Verlag GmbH Leipzig)
- I) Grenzen der Menschheit: „Wenn er uralte heilige Vater“ (W. v. Goethe) 1930
- II) Der Kuckuck und die Nachtigall: „Einstmal in dem tiefen Tal“ 1932

Opus 62 Suite in antiken Tonarten für zwei Klaviere 1931
- I) Toccata (dorisch)
- II) Scherzo (phrygisch)
- III) Larghetto (lydisch)
- IV) Capriccio (mixolydisch)

Opus 63 Suite für Gambe und Cembalo 1932
Opus 64 Weihnachtskantate (Kantate zum heiligen Christfest) für gemischten Chor, Orchester und Soli 1932
Opus 65 Vier Münchhausen-Balladen für Klavier und Gesang 1931
- I) Gräfin Monbijou
- II) Der Page vom Hochburgund
- III) Der Tod und die Liebe
- IV) Anna

Opus 66 Sextett d-moll für zwei Violinen, zwei Viola, zwei Celli (Manuskript) 1932
- I) Un poco allegro marcato
- II) Andante cantabile mit Variationen (H-Dur)
- III) Allegro graziosi (D-Dur)

Opus 67 Fünf plattdeutsche Lieder “Osterwater” 1923
- I) Lütt Anemariken (Klein Annemariechen)
- II) Rohr nich din Ogen rod (Weine nicht die Äuglein rot)
- III) Wir ick blod schön (Wär ich nur schön)
- IV) Osterwater süh Marik
- v)    An Häwen war dat hell (Am Himmel war es hell)

Opus 68 Zweite Symphonie in E-Dur (Unvollendet)
Opus 69 Komposition für Klavier und Gesang 1933
- „Wach auf, Germania“

Opus 70 Hymne für gemischten Chor und einer Knabenstimme (Manuskript)
- Die heilige Elisabeth: „Elisabeth von Thüringen“ (Otto König)

Opus 71 „Weihnachtserenade“ Drei leichte Vortragsstücke für Klavier (Manuskript)
- I) Festmarsch
- II) Plauderei
- III) Wiegenlied

Opus 72 Vier geistliche Lieder für mittlere Stimme und Orgel (Klavier)
- I) Advent: „Maria durch den Dornwald ging“
- II) Weihnachten: „Erfreue dich Himmel“ (Aus dem Straßburger Gesangbuch 1697)
- III) Jahreswechsel: „Der Anfang, das Ende, Oh Herr sie sind dein“ (Vereinfachte Übertragung von Op. 18 Nr. 2)
- IV) Ostern: „Mit Freuden zart zu dieser Fahrt“ (aus dem Gesangbüchlein der böhmischen Brüder von 1875)

Opus 73 Chor für Männerchor mir Einzelsopran oder Sopranchor (Liederblätter des DSB Blatt 27)
- Abendlied: „Nun sinkt die Nacht hernieder“ (Juliane Ebbinghaus) 1932

Opus 74  Chor für Männerchor mir Einzelsopran oder Sopranchor (Liederblätter des DSB Blatt 41)
- An den Jüngling: „Merk Jüngling, was ich dir lehre“ (Franz Leopold Graf von Stollberg 1750–1819)

Opus 75 Satz für Männerchor mit Knaben- oder Frauenchor (Liederblätter der DSB Blatt 40)
- „Flamme empor“ (Johann Gottfried Christian Nonne 1814)

Opus 76 “Mazurka” in a-moll für Klavier 1900
Opus 77 Volkslied für dreistimmigen Männerchor und einstimmigen Frauenchor (Liederblätter des DSB Blatt 42)
- „Ein Spielmann ist aus Franken kommen“ (Fränkische Volksweise aus dem 18. Jhdt.)

Opus 78  Drei Madrigale für drei Frauenstimmen nach Texten von Walther von der Vogelweide (Manuskript) 1925
- I) Frühlingssehnsucht: „Winter, was bringst du für Leid überall“
- II) Unter der Linde: „Unter der Linde auf der Heide“
- III) „Junger Mann, sei frohen Mutes“

Opus 79 Zwei Volkslieder für dreistimmigen Männerchor und Einzelsopran oder Sopranchor 1932
- I) „Es ritt ein Jäger wohlgemut“ (Volkslied aus dem 18. Jhdt.) (Liederblätter des DSB Blatt 28)
- II) „Morgen mu8ss ich fort von hier“ (Volkslied aus dem 17. Jhdt.) (Liederblätter des DSB Blatt 29)

Opus 80  Klaviermusik in drei Teilen (Manuskript) 1928
- I) Prelude
- II) Fughetta
- III) Capriccio

Opus 81 Drei persische Gesänge für Sopran und Klavier 1903
- I) „Schau die Welt an“
- II) „Wohl endet der Tod des Lebens Not“
- III) „Gestern schlief ich“ (Nach der Übersetzung von Friedrich Rückert)

Opus 82 Satz für Männerchor, Bass-Solo und Orchester
- Hymne an die Arbeit: „Arbeit, Arbeit, Segensquelle“ (H. Seidel) Eigenverlag 1913

Opus 83 Satz für Männerchor mit Einzelsopran oder Sopranchor
- Ausklang: „Silberne Sternenträume“ (Paul Wolf) 1932